# Markenbinnen
Markenbinnen est un village de la province  de Hollande-Septentrionale aux Pays-Bas. Il fait partie de la commune de Alkmaar. Il est situé à environ 10 km au nord de Zaandam. Markenbinnen est situé sur le Markervaart.
La population du village était en 2001 de 245 habitants. La population du district statistique (village et campagne environnante) de De Rijp est de 320 habitants environ (2005).